# Pirata albicomaculatus
Pirata albicomaculatus là một loài nhện trong họ Lycosidae.
Loài này thuộc chi Pirata. Pirata albicomaculatus được Pelegrin Franganillo-Balboa miêu tả năm 1913.